# Pirabeiraba
Pirabeiraba é um distrito do município de Joinville, cidade situada ao nordeste do Estado brasileiro de Santa Catarina, próximo ao litoral.

## História
Em março de 1858 iniciou-se na Colônia Dona Francisca a construção da grande Estrada da Serra, hoje denominado Estrada Dona Francisca.
A construção desta estrada era muito importante, não apenas para a Colônia, mas também para toda uma vasta região do Norte Catarinense.
Em março de 1859, um ano mais tarde, chegou a Joinville a mando do governo do Império do Brasil, o Conselheiro Luiz Pedreira de Couto Ferraz.
Veio com a atribuição de inspecionar o andamento das obras da estrada. Com este objetivo percorreu diversas estradas em construção em companhia do Diretor da Colônia Dona Francisca, Léonce Aubé, mostrando-se impressionado com o que lhe foi dado observar. A 15 de abril de 1859, Léonce Aubé  doou ao Conselheiro um lote de 500 braças quadradas na fértil área que, em sua homenagem, recebeu, então, o nome de Pedreira e que
hoje se chama 'Pirabeiraba, sendo assim o dia 15 de abril de 1859 é a data de fundação deste Distrito de Joinville.

### Origem do nome
A palavra Pirabeiraba significa "Peixe Brilhante". Originalmente o distrito de Pirabeiraba era conhecido por "Pedreira". Segundo Elly Herkenhoff, a região foi rapidamente ocupada, em função da construção da estrada da serra e da instalação de uma serraria que pertencia ao Príncipe de Joinville. Residem ainda na região descendentes dos pioneiros que colonizaram a região (alemães, suiços e noruegueses): os Schramm, os Scholz, os Boldt, os Budal, os Nass, os Benemann, os Duvoisin, os Schwabe, os Schroeder, os Dörlitz, os Kohn, os Hattenhauer, os Elling, os Hartkopfs, os Strelow, os Birckholz, os Hanke, os Kunde, os Ohde, os Haverroth, os Gilgen, os Eberhardt, os Olsen, os Hoffmann, os Kortmann, os Krüger, os Seefeld, os Castella, os May, os Erzinger, os Parucker, os Klaas, os Bühnemann, os Schneider e os Kersten, entre outros. Ainda segundo a historiadora Elly, que já em 1864 foi fundada, por iniciativa dos próprios colonos, a Schulgemeinde Pedreira (Comunidade Escolar Pedreira), a princípio com 27 membros apenas, que pagavam determinada quantia para a remuneração do professor e a formação de um pecúlio destinado à construção de um prédio escolar.
Nos primórdios do século XX havia uma escola num barracão em frente ao atual Colégio Estadual Olavo Bilac, cujo professor era Gustavo Ohde. As aulas eram em português e havia uma hora de aula em alemão. Como a maioria da população professava a confissão evangélica, desde sua fundação instalou se a Comunidade Evangélica de Pedreira.